# Raymond de Roover
Raymond Adrien de Roover (Anversa, 23 agosto 1904 – Brooklyn, 21 marzo 1972) è stato uno storico belga naturalizzato statunitense, noto in particolare per i suoi studi sull'economia dell'Europa medievale.
Celebre è rimasta la pubblicazione del suo saggio su The rise and decline of the Medici bank, 1397-1494 (1963), con cui illustrò al mondo accademico internazionale la storia e l'importanza del Banco dei Medici. Amante e conoscitore dell'Italia, dove soggiornò a lungo, De Roover dedicò all'argomento anni di ricerche e di analisi, realizzando quella che è considerata non solo la sua opera migliore, ma anche uno studio fondamentale sulla banca e la famiglia Medici, sul mondo economico quattrocentesco e, più in generale, sulla storia del pensiero economico.
La sua approfondita conoscenza della cosiddetta business history del tardo Medioevo e del Rinascimento, lo portò in seguito ad affrontare anche aspetti etici e teologici connessi con il pensiero economico medievale, soffermandosi in particolare sulle valutazioni degli scolastici in materia di prestito, cambio e usura. Le sue tesi, che li interpretavano come precursori perfettamente compatibili con la dottrina economica moderna, suscitarono scalpore perché all'epoca molti economisti vedevano in Karl Marx l'ultima evoluzione del pensiero economico scolastico.

## Una preparazione "tecnica"
Figlio di un noto industriale di Anversa, il primo ambito di formazione di Raymond de Roover riguardò la contabilità e l'amministrazione; nel 1924, infatti, si diplomò in Scienze commerciali e finanziarie all'École supérieure de commerce Saint-Ignace di Anversa e si impiegò come esperto contabile prima in una banca e poi in una compagnia marittima. Proprio quel tipo di lavoro lo spinse a interessarsi a tal punto della storia della sua professione che, a tempo perso o durante le ferie, cominciò a frequentare gli archivi belgi (quelli comunali di Bruges, in particolare) impegnandosi in minuziose ricerche sui libri di conto di cambiatori, banchieri e mercanti dal Trecento al Cinquecento là conservati. Fra gli altri, esaminò il manuale di contabilità di Jan Ympyn, il primo pubblicato nelle Fiandre e risalente al 1543, dando conto della sua ricerca nel saggio Jan Ympyn. Essai historique et technique sur le premier traité flamand de comptabilité e nell'articolo "Jan Ympyn. Contribution à l'histoire de la comptabilité", entrambi del 1928.
Nel giro di qualche anno l'interesse per i documenti storici medievali e rinascimentali si trasformò in una vera e propria passione che lo indusse, lui semplice "dilettante" della ricerca storica sia pure con qualche pubblicazione alle spalle, a confrontarsi con un "mostro sacro" della medievistica belga ed europea come Henri Pirenne, cercandone il consiglio e l'opinione. Non risulta che la peculiare visione storiografica di Pirenne abbia influito sensibilmente nell'indirizzare gli studi di De Roover, pare invece che l'anziano storico sia stato fondamentale nel favorire l'incontro fra il suo giovane connazionale e un'altrettanto giovane ricercatrice americana, Florence Edler (Chicago, 1900 - Firenze, 1987), già nota in campo accademico per aver pubblicato nel 1934 il Glossary of mediaeval terms of business. Italian series, 1200-1600. I due si sposarono a Londra nel 1936 e, dopo il matrimonio, Raymond lasciò il suo impiego avendo ottenuto una borsa di studio alla Harvard Business School, primo passo della sua carriera universitaria negli Stati Uniti.
De Roover insegnò alle università di Harvard e di Chicago, al Boston College e al Brooklyn College dell'Università della Città di New York, oltre che in numerosi atenei europei; ottenne anche il premio Guggenheim Fellowship per l'economia nel 1949.
De Roover e la moglie Florence Edler compaiono come personaggi secondari nel romanzo The sinking of the Odradek Stadium, scritto nel 1972 dall'americano Harry Mathews e che contiene riferimenti alla famiglia Medici.

## Opere principali
- Jan Ympyn. Essai historique et technique sur le premier traité flamand de comptabilité, Anversa, Veritas, 1928.
- "Jan Ympyn. Contribution à l'histoire de la comptabilité", in Bulletin d'études et d'informations de l'École supérieure de commerce Saint-Ignace, aprile 1928, pp. 425-454.
- "Quelques considérations sur les livres de comptes de Collard de Marke (1366-1369), précédées d'un aperçu sur les archives commerciales en Belgique", in Bulletin d'études et d'informations de l'École supérieure de commerce Saint-Ignace, aprile 1930, pp. 3-33.
- Le livre de comptes de Guillaume Ruyelle, changeur à Bruges (1369), Bruges, Eloi Vercruysse-Vanhove, 1934.

Traduzione italiana di Mario Cittadini: Il libro dei conti di Guglielmo Ruyelle cambiavalute di Bruges, 1369, Roma, Castellani, 1941.
- "The commercial revolution of the Thirteenth Century", in Bulletin of the Business Historical Society, 16 (1942), pp. 34-39. Ripubblicato in Frederic Chapin Lane e Jelle C. Riemersma (a cura di), Enterprise and secular change. Readings in economic history, Homewood (Ill.), Irwin, 1953, pp. 80-85.
- Money, banking and credit in mediaeval Bruges. Italian merchant-bankers, Lombards and money-changers, Cambridge (Mass.), The Mediaeval Academy of America, 1948.
- The Medici Bank, New York, New York University Press, 1948.
- Gresham on Foreign Exchange. An essay on early english mercantilism with the text of Sir Thomas Gresham's Memorandum for the understanding of the Exchange, Cambridge (Mass.), Harvard University Press, 1949.
- L'évolution de la lettre de change (XIVe-XVIIIe siècles), Parigi, Armand Colin, 1953.
- "The development of accounting prior to Luca Pacioli according to the account books of medieval merchants", in Ananias Charles Littleton e Basil S. Yamey, Studies in the history of accounting, Homewood (Ill.), Irwin, 1956, pp. 114-174.
- "The concept of the Just Prize: theory and economy policy", in The Journal of Economic History, 18 (1958), pp. 418-434. Ripubblicato in James A. Gherity (a cura di), Economic thought: a historical anthology, New York, Random House, 1965, pp. 23-41, e in Ingrid H. Rima (a cura di), Readings in the history of economic theory, New York, Holt, Rinehart & Winston, 1970, pp. 9-21.
- The rise and decline of the Medici bank, 1397-1494, Cambridge (Mass.), Harvard University Press, 1963. ISBN 0-674-77145-1. 2ª ed. (frutto di tre anni di ricerche negli archivi fiorentini per migliorare la 1ª ed.): New York, W.W. Norton & Company, 1966. ISBN 0-393-00350-7. 3ª ed. (parzialmente consultabile su Google libri): Washington (DC), Beard Books, 1999. ISBN 978-1-893122-32-1.

Traduzione italiana di Gino Corti: Il banco Medici dalle origini al declino (1397-1494), Firenze, La Nuova Italia, 1970. ISBN 978-88-221-0627-8.
- San Bernardino of Siena and Sant'Antonino of Florence. The two great economic thinkers of the Middle Ages, Boston, Baker Library, 1967.
- La pensée économique des scolastiques: doctrines et méthodes, Montreal, Institut d'études médiévales, 1971.
- Julius Kirshner (a cura di), Business, Banking, and Economic Thought in Late Medieval and Early Modern Europe. Selected studies of Raymond de Roover, Chicago e Londra, University of Chicago Press, 1974.